# Route régionale 31 (Tunisie)
Pour les articles homonymes, voir Route 31.
La route régionale 31 ou RR31 est un axe routier secondaire de Tunisie qui relie Le Bardo à la route nationale 8.